# Distrito de Călărași (Rumania)
Călărași es un distrito (județ) situado en la región de Valaquia (Rumanía). Tiene una superficie de 5.088 km² y una población de 324.617 habitantes (2002), con una densidad de 64 habitantes/km².

## Fronteras
- Distrito de Constanța al este.
- Distrito de Ilfov y distrito Giurgiu al oeste.
- Distrito de Ialomița al norte.
- Bulgaria al sur.

## Demografía
En 2002, Rumanía tenía una población de 324.617 habitantes y una densidad de población de 64 hab/km². El 95% de la población son rumanos, el resto son gitanos y otras minorías.
| Año  | N.º habitantes |
| ---- | -------------- |
| 1948 | 287.722        |
| 1956 | 318.573        |
| 1966 | 337.261        |
| 1977 | 338.807        |
| 1992 | 338.804        |
| 2002 | 324.617        |

## Economía

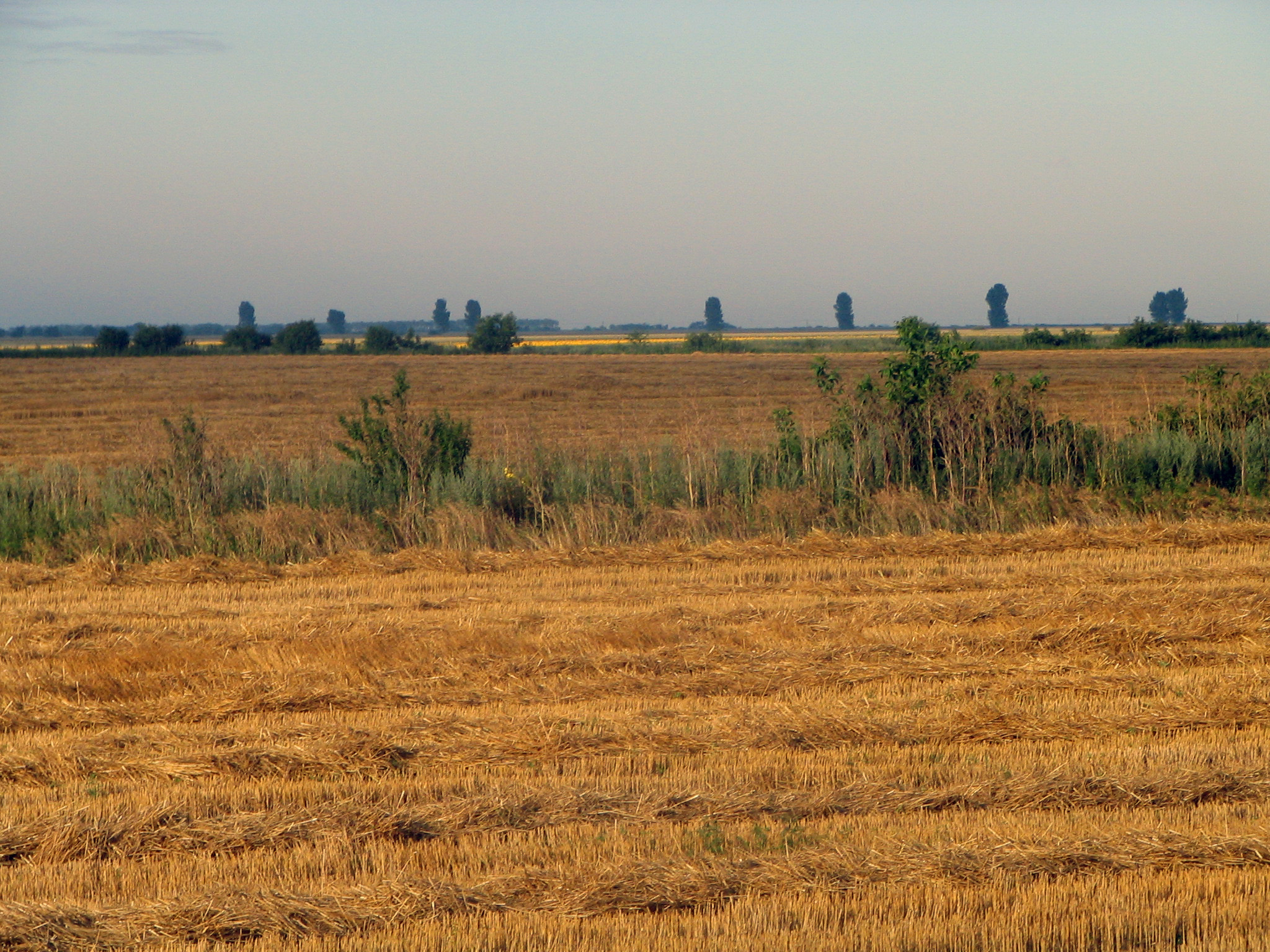
Paisaje del distrito de Călăraşi

La principal ocupación del distrito es la agricultura, generando el 3% de las exportaciones de agricultura del país.
Las industrias predominantes son:
- Metalurgia.
- Industria alimentaria.
- Industria textil.
- Industria de materiales de construcción.

## Turismo
Los principales destinos turísticos son:
- La ciudad de Călăraşi.
- La ciudad de Olteniţa.
- Pescar en el Danubio.

## Divisiones administrativas
El distrito tiene 2 ciudades con estatus de municipiu, 3 ciudades con estatus de oraș y 50 comunas.

### Ciudades con estatus demunicipiu
- Călăraşi
- Oltenița

### Ciudades con estatus deoraș
- Budeşti
- Fundulea
- Lehliu Gară

### Comunas
| - Alexandru Odobescu - Belciugatele - Borcea - Căscioarele - Chirnogi - Chiselet - Ciocăneşti - Crivăț - Curcani - Cuza Vodă | - Dichiseni - Dor Mărunt - Dorobanţu - Dragalina - Dragoş Vodă - Frăsinet - Frumuşani - Fundeni - Gălbinași - Grădiştea | - Gurbăneşti - Ileana - Independenţa - Jegălia - Lehliu - Luica - Lupşanu - Mânăstirea - Mitreni - Modelu | - Nana - Nicolae Bălcescu - Perişoru - Plătăreşti - Radovanu - Roseţi - Săruleşti - Sohatu - Spanţov - Şoldanu | - Ștefan cel Mare - Ştefan Vodă - Tămădău Mare - Ulmeni - Ulmu - Unirea - Valea Argovei - Vasilaţi - Vâlcelele - Vlad Ţepeş |